# L'Invité (film, 1995)
Pour les articles homonymes, voir L'Invité.

L'Invité (Houseguest) est un film américain réalisé en 1995 par Randall Miller.

## Fiche technique
- Réalisation : Randall Miller
- Scénario : Michael J. Di Gaetano et Lawrence Gay
- Production : Roger Birnbaum et Joe Roth
  - Producteur exécutif : Dennis Bishop
  - Co-producetur : Riley Kathryn Ellis et Jody Savin
- Musique originale : John Debney
- Photographie : Jerzy Zielinski
- Montage : Eric A. Sears
- Décors : Paul Peters
- Date de sortie : 
  -  États-Unis : 6 janvier 1995
  -  France : Non sorti en salles; sorti directement en vidéo le 6 juillet 2005

## Distribution[1]
- Sinbad (VQ : Benoît Rousseau) : Kevin Franklin
- Phil Hartman (VQ : Pierre Auger) : Gary Young
- Kim Greist : Emily Young
- Chauncey Leopardi : Jason Young
- Talia Seider : Sarah Young
- Kim Murphy : Brooke Young
- Paul Ben-Victor (VQ : Jean-Marie Moncelet) : Pauly Gasperini
- Tony Longo (VQ : Yves Corbeil) : Joey Gasperini
- Jeffrey Jones (VQ : Daniel Picard) : Ron Timmerman
- Stan Shaw (VQ : Éric Gaudry) : Larry the Tattoo Artist
- Ron Glass (VQ : Luis de Cespedes) : Dr. Derek Bond
- Kevin Jordan : Steve 'ST-3'
- Mason Adams : Mr. Pike
- Patricia Fraser : Nancy Pike
- Don Brockett : Happy Marcelli
- Kevin West (VQ : Jacques Lavallée) : Vincent Montgomery
- Wynonna Smith : Lynn
- Kirk Baily : Stuart le manager
- Valerie Long : sœur Mary Winters
- Jesse Rivera : Little Kevin